# Walking by Myself
«Walking by Myself» («Walkin' by Myself») — пісня американського блюзового музиканта Джиммі Роджерса, випущена синглом в листопаді 1956 року на лейблі Chess Records. Записана 29 жовтня 1956 року в Чикаго (Іллінойс).
У 1957 році пісня стала хітом і посіла 14-е місце в хіт-параді R&B Singles журналу «Billboard».
Пісню перезаписали багатьох виконавців, зокрема Біг Волтер Гортон, Canned Heat, Фредді Кінг, Гері Мур та ін.

## Оригінальна версія
Пісня Джиммі Роджерса є адаптацією «Why Not» Ті-Боун Вокера, на якій Роджерс грав на ритм-гітарі у записі у 1955 році на Atlantic. У записі Роджерсу (вокал, гітара) акомпанували Волтер Гортон (губна гармоніка), Отіс Спенн (фортепіано), Роберт Локвуд-молодший (гітара), Віллі Діксон (бас) і Ей-Джі Гледні (ударні). Запис відбувся 29 жовтня 1956 року в Чикаго (Іллінойс). У листопаді 1956 року пісня була випущена на лейблі Chess Records на синглі (1643) з «If It Ain't Me (Who You Thinking of)» на стороні «Б».
Протягом свої кар'єри Роджерс декілька разів записував інші версії пісні. Оригінальна версія (1643) увійшла до альбомів-компіляцій Walkin' by Myself і Chicago Bound (1970), виданих на Chess. У 1973 році Роджерс перезаписав пісню з Бобом Ріді альбому Lake Michigan Ain't No River. У грудні 1973 року перезаписав пісню у Франції для альбому That's All Right. У 1982 році перезаписав пісню для спільного альбому з Лефт-Хенд Френком Jimmy Rogers & Left Hand Frank live на JSP. У 1993 році перезаписав пісню для Blue Bird (1994) на APO.

## Інші версії
Також пісню записали й інші музиканти, серед яких Sam Lay's Bluesband (1966), Біг Волтер Гортон (1968), Canned Heat (грудень 1968), Фредді Кінг (жовтень 1970) для Getting Ready… (1971), Меджик Сем (1989), Гері Мур для Still Got the Blues (1990) та ін.